# Fritz Melsheimer
Fritz Melsheimer, eigentlich Friedrich Karl Melsheimer, (* 18. September 1887 in Maring-Siebenborn; † 21. Mai 1967 ebenda) war ein deutscher Weingutsbesitzer und Landrat im Landkreis Zell (Mosel).

## Leben
Fritz Melsheimer war ein Sohn des Mühlenbesitzers Franz Carl Melsheimer und dessen Ehefrau Barbara Theresia Melsheimer geb. Leixerant aus Siebenborn. Nach seinem Abitur im Jahr 1907 in Saarbrücken, studierte er zwischen 1908 und 1911 Rechtswissenschaften an der Ludwig-Maximilians-Universität München, der Rheinischen Friedrich-Wilhelms-Universität Bonn und zuletzt an der Ruprecht-Karls-Universität Heidelberg, wo er 1912 das erste Staatsexamen ablegte und mit seiner Dissertation Wie kann man über den Nachlaß verfügen auf eine andere Weise als durch Verfügung von Todes wegen? zum Dr. jur. promoviert wurde. Sein Referendariat leistete er noch in Brüssel ab. Während des Ersten und des Zweiten Weltkriegs diente Melsheimer als Offizier, war zuletzt Rittmeister sowie Bataillonskommandeur und wurde mit dem Eisernen Kreuz I. Klasse ausgezeichnet.
1920 schied er auf seinen eigenen Wunsch hin aus dem Justizdienst aus, zog nach Traben-Trarbach und übernahm dort das Weingut seines Onkels Max Melsheimer unter der Firma Oskar Graff. Da Max Melsheimer keine eigenen Kinder hatte, setzte er Fritz Melsheimer bereits im Jahr 1910 als Erben ein. Nach dem Tode von Max Melsheimer im Jahr 1929 und dem Tod seines Stiefsohns aus erster Ehe Oskar Graff im Jahr 1930, gelangte das ganze Vermögen beider Familien in die Hände Fritz Melsheimers.
Im Jahr 1923 nahm er seine ersten kommunalpolitischen Aktivitäten auf und wurde Mitglied des Stadtrats sowie städtischer Beigeordneter von Traben-Trarbach. Er engagierte sich für den Weinhandel, wurde Mitglied des Kreistags und außerdem ab 1925 Mitglied der Stadtverordnetenversammlung. 1929 übernahm er den Vorsitz der Liste Winzer, Gewerbe und Handel. Von 1930 bis 1933 war er als nationalkonservativer Politiker Mitgründer und Gauführer der Ortsgruppe Mosel im Stahlhelm-Bund sowie bis 1933 Mitglied des Kreistags und des Kreisausschusses. Im März 1933 wählte man ihn dann erneut in den Kreistag und in die Stadtverordnetenversammlung.
Im Mai 1933 erfolgte erst seine Ablösung als Erster Beigeordneter, und im Mai 1934 musste er zusammen mit den nicht der NSDAP angehörenden Stadtverordneten auch dieses Mandat niederlegen. Von April bis Juli 1945 war er Stadtbürgermeister von Traben-Trarbach, und nach Kriegsende setzte die US-amerikanische Militärregierung den Juristen Melsheimer im Sommer 1945 für einige Monate als Landrat des Kreises Zell ein. 1948 wurde er nach Erreichen der absoluten Mehrheit als Anführer der Freien Wählergruppe M wieder in den Stadtrat von Traben-Trarbach gewählt. Aufgrund ihres Eintretens für die Weinwirtschaft erwies sich diese Wählergruppe bis in die 1950er Jahre als äußerst wirkungsvoll.
1950 erhielt Melsheimer für seine verdienstvollen Tätigkeiten die Ehrenbürgerwürde von Traben-Trarbach. 1952 wurde er Beisitzer am Verfassungsgerichtshof Rheinland-Pfalz, und im Jahre 1960 legte er schließlich alle seine ehrenamtlichen Tätigkeiten in seiner Heimatstadt und im Kreis nieder.
Am 20. August 1913 heiratete Fritz Melsheimer in Mönchengladbach die aus Trarbach stammende Hubertina Hilda Müller (1892–1953), eine Tochter von Gerichtsrat Cornelius Müller. Nach dem Tod seiner ersten Ehefrau heiratete er 1961 Anita Niles. Ein Enkelsohn von Fritz Melsheimer ist der aus Traben-Trarbach stammende Manager Fritz Horst Melsheimer.

## Mitgliedschaften und Tätigkeiten
- 1948–1960: Mitglied des Stadtrats von Traben-Trarbach
- ab 1949: Leiter des Finanzausschusses der Landwirtschaftskammer
- Vorsitzender des Kreisbauern- und Winzerverbands Zell
- Mitglied des Kreistags und des Kreisausschusses sowie Kreisdeputierter
- 1952: Beisitzer am Verfassungsgerichtshof Rheinland-Pfalz
- Ehrenmitglied des Deutschen Weinbauverbands
- Präsidiumsmitglied des Bauern- und Winzerverbands Rheinland-Nassau

## Auszeichnungen
- Eisernes Kreuz 1. Klasse
- 1950: Ehrenbürgerwürde der Stadt Traben-Trarbach
- Bundesverdienstkreuz 1. Klasse
- Freiherr-vom-Stein-Plakette
- 1960: Goldene Kammerplakette der Landwirtschaftskammer